# Kostel Narození Panny Marie (Průhonice)
Románsko-gotický kostel Narození Panny Marie v Průhonicích se nachází ve stejnojmenné obci spadající pod okres Praha-západ. Kostel je součástí komplexu Průhonického zámeckého parku, který se řadí mezi nejvýznamnější zámecké parky našeho území a od roku 2010 je na seznamu světového dědictví UNESCO. Dnes je ve správě Botanického ústavu Akademie věd České republiky, jednoho z hlavních center botanického výzkumu v Česku. Díky rafinovaným průhledům na zámecký komplex hned z několika míst je park známý malebností a krásou, mimo svou estetiku má však díky velké různorodosti rostlin i hodnotu vědeckou.

## Historie

### Výstavba a vysvěcení kostela
Kostel byl vysvěcen v roce 1187 pražským biskupem a současně českým knížetem z rodu Přemyslovců, Jindřichem Břetislavem, bratrem krále Vladislava II. a bratrancem Přemysla Otakara I. Pro svou ctižádostivost a schopnost byl Jindřich Břetislav známý jako tzv. bojovný biskup, ve svém úřadě se snažil církev vymanit z podřízenosti světské moci a usiloval také o omezení výběru daní od duchovních. Ve stejném roce vysvěcení kostela byl navíc biskup jmenován říšským knížetem, a dosáhl tak přičlenění české církve přímo pod římského papeže, po dobu jeho života tak došlo k rozdělení církve a českého státu.
Původní románský kostel byl tvořen obdélníkovou lodí s apsidou na východní straně a hranolovou věží na straně západní. Jako materiál bylo zvoleno tzv. kvádříkové zdivo, pečlivě otesané pískovcové kvádry skládány v nepravidelných řádkách. Kromě samotného kostela byla také postavena románská tvrz, která byla s kostelem propojena můstkem ve výšce prvního patra věže, jež sloužil jako přístupová cesta na tzv. panskou tribunu.
Tato tribuna, nazývaná též empora, je jedním z klasických prvků románského slohu. Tento typ kostela, označován jako tribunový či emporový, jasně vyjadřoval sociální uspořádání své doby. Privilegované místo pro pána tvrze a jeho separace od běžného věřícího lidu umožňovala majiteli panství nerušeně sledovat bohoslužbu. Původní vstup pro okolní věřící občany se nacházel na jižní straně kostela. Po vzoru panských kostelů i zde se v apsidě nacházelo románské okno a pod ním oltář.

### Období gotiky
Na počátku 14. století se průhonické sídlo dostalo do rukou rodu Pánů z Říčan, kteří se rozhodli pro úpravy kostela ve slohu typickém pro dané století a přidali proto zaklenutí křížovou žebrovou klenbou a typicky gotické náběhy, které zachycují šikmé roztlaky klenby hlavní lodi. Mimo technické úpravy došlo i ke změnám výzdoby, zdi kostely byly pokryty nástěnnými malbami se sakrální tematikou. Celkově byl kostel poměrně bohatě dekorován. Kromě gotické renovace kostela se Páni z Říčan také rozhodli vybudovat na opačné straně kostela vlastní opevněný hrad, tzv. munitio.

### Renesance
Tvrz se pak krátce dostala do vlastnictví měšťanů z Prahy a to až do roku 1404, kdy se stalo majetkem Jana Dubečského z Dubče. Jediná dcera a dědička Jana III. Dubečského, Žofie Dubečská, se provdala za Zikmunda Zápského ze Záp. Po smrti Jana III. v roce 1508 tak průhonické panství připadlo rodu Zápských. Později, jak se majetek Zápských rozšiřoval, došlo také k rozdělení rodu a vznikla tak větev dubečská a průhonická. Hlavní postavou průhonické větve rodu Zápských se tak stal Adam Zápský ze Záp, po jeho smrti si majetek znovu rozdělili jeho synové, Zikmund a Bedřich, a první jmenovaný se také stal pánem průhonického panství. Zikmund Zápský mladší zemřel bez mužského potomka a panství tak odkázal své jediné dceři Anně Alžbětě, která se provdala za slezského diplomata Karla Hanibala z Donína a opustila tak Čechy. Hroby příslušníků rodů se nacházely v kryptě pod podlahou kostela. Na konci 19. století však došlo k dalším stavebním úpravám a tyto náhrobky byly přemístěny na severní a jižní vnější zeď. Jediný náhrobek, který nebyl přemístěn, byl ten patřící Uršule Zápské.
V období renesance docházelo k dalšímu dekorování kostela, na severní straně byly již zmiňované gotické náběhy obohaceny o renesanční dekor sgrafit ve tvaru psaníček. Uvnitř kostela pak z dílny mistra Vejprnického to byla čtyřkřídlá oltářní archa s výjevy ze života Panny Marie a Ježíše. Roku 1616 zámek a s ním i přilehlé statky odkoupil od Anny Alžběty rada císaře Rudolfa II., Ondřej Hannewald z Eckersdorfu.

### Období třicetileté války
Během třicetileté války došlo k rozvrácení celého průhonického panství a zámek i kostel byly ponechány v dezolátním stavu. Horní část věže kostela byla rozbořena, zničena byla také křížová klenba lodi a empora.
O obnovu v raně barokním slohu se zasloužil italský šlechtic Antonio Binago, který již v době války v roce 1636 panství odkoupil. Věž byla rekonstruována a v roce 1642 navíc nechal italský šlechtic v Norimberku odlít nový dekorovaný zvon, který se zámeckém kostele nachází dodnes. Vnější a vnitřní zdi byly poněkud nevhodně omítnuty, v interiéru tak zanikly gotické nástěnné malby a v exteriéru bylo potlačeno dřívější románské kvádříkové zdivo.
V baroku se na průhonickém panství střídalo hned několik majitelů, mezi nimi i Des Foursové, ti začali opět s rekonstrukcí a přidali ke gotickému sanktuáři rokokovou rokaj. Koncem 18. století však opět dochází k úpadku a v celém areálu převážily především hospodářské účely.

### 19. století
Rozsáhlé přestavby opět započaly se změnou majitele, když v roce 1800 získal panství Jan Nepomuk, nejmladší ze synů Františka Antonína hraběte Nostice-Rienecka, který dal postavit Nosticovo divadlo, dnes známé jako Stavovské. Průhonické panství opět získalo rodinný charakter.
K největšímu rozkvětu zámeckého komplexu došlo poté, co se dědička rodu Nostick-Rieneck, Marie Antonie Gabriela, provdala v roce 1885 za hraběte Arnošta Emanuela Silvu-Tarouca. Svatba se konala právě v kostele Panny Marie. Průhonické sídlo bylo vybráno na přání hraběte Arnošta za hlavní sídlo budoucí rodiny a díky finanční nezávislosti Marie Antonie, která zdědila velké bohatství po svém otci Albertovi, mohly započít veliké renovace. Průhonický zámek byl přestavěn dle návrhu Jiřího Stibrala ve stylu novorenesance a díky vlivu romantického purismu 19. století získal v roce 1892 kostel svou původní románsko-gotickou podobu. Bylo odkryto románské kvádříkové zdivo a byl vytvořen nový vstup ze severní strany s parkovou úpravou, původní vstup z jižní strany byl zazděn. Na jižní straně byla také přistavěna sakristie. Kostel se však i nadále potýkal s jedním zásadním problémem. Stavební možnosti románského slohu nedovolovaly přílišné prolamování oken, které by oslabilo nosné zdi a kostel byl tedy velmi spoře osvětlen. Silva-Tarouca nechal doplnit jižní zeď o jedno gotické okno a zeď severní o dvě gotická okna, a také přidal dvojici oken románských jedno nad severní vchod a druhé na opačnou stranu na zeď jižní. Světlo, které dovnitř kostela tak procházelo původně pouze přes jediné románské okno ve východní zdi, tak mohlo prostoupit dalšími okny. Jejich výplně navíc tvořily kruhové vitráže, takže světlo pronikající dovnitř bylo zajímavě zkresleno. Po více než 200 letech došlo také k obnovení empory. Panská tribuna byla navíc chytře navázána na tzv. Malý zámek a dostupná přes zimní zahradu. Byla opravena kamenná dlažba a byly přidány jednotné dubové dveře.
Těsně před finální rekonstrukcí byly zcela náhodou objeveny také gotické nástěnné malby ze 14. století, následně došlo k odkrytí celé vnitřní výmalby a jejich restaurování bylo zadáno malíři Janu Heřmanovi. Památková péče však tuto restauraci zhodnotila negativně, kritizován byl především za domalbu nekompletních částí. O její pozdější odstranění se zasloužil malíř Jelínek.
Po 1. světové válce se Marie hraběnka Silva Tarouca nacházela v obtížné finanční situaci a byla tak nucena rozprodat svůj majetek. Mezi jiným i oltářní deskovou archu z počátku 16. století, která se tak dostala do sbírky gotického umění prvorepublikové Národní galerie. V roce 1927 došlo i na prodej zámeckého parku československému státu. Hrabě Arnošt Emanuel Silva-Tarouca zemřel 18. srpna 1936, o rok později byla odhalena na skále pod Alpinem pamětní deska.

### Současný stav
I dnes je kostel nadále v rekonstrukci, bylo přidáno elektrické osvětlení a do pseudogotických oken byly vloženy nové vitráže, byla opravena střecha a znovu spravená fasáda celého kostela, rozpadlá dřevěná podlaha byla nahrazena dlaždicemi a zrestaurovány byly i vchodové dveře.
Gotické malby se nachází ve špatném stavu, který je způsoben především vzdušnou vlhkostí, kterou do sebe nabírá sádra, která byla koncem 19. století přidávána do omítek pro získání menší hrubosti omítek zdí.

## Popis stavby

### Součásti stavby
Kostel Narození Panny Marie je spolu s Průhonickým zámkem a botanickou zahradou součástí komplexu Průhonického parku. Park je členěn na dvě části, část zámeckou, která je blíže Průhonicím a druhou část někdy označovanou jako obora. Pojícím prvkem obou částí je potok Botič, který jimi protéká, v zámecké části se do něj pak vlévá Dobřejovický potok a v Oboře potok Zdiměřický. Součástí parku jsou také tři rybníky, Podzámecký rybník, nacházející se pod terasami zámku a rybník Bořín a Labeška, oba nacházející se v Oboře.
Arnošt Emanuel Silva-Tarouca, uhersko-německý šlechtic s portugalskými kořeny, ačkoli byl vystudovaným právníkem, měl velký zájem o dendrologii a botaniku, byl spoluzakladatelem a prezidentem dendrologické společnosti Rakouska-Uherska. Jeho zájem o tyto oblasti napomohl ve výstavbě a dosažení dnešního vzhledu Průhonického parku. Malebné údolí v okolí potoka Botiče, který tvoří ústřední prvek celého parku postupně rozšířil přikoupením dalších pozemků až na dnešních 250 ha, vybudoval vodní přepady, zvětšil plochy rybníků a výsledná podoba se dnes řadí mezi vrcholné dílo českého přírodně-krajinářského slohu.

### Exteriér
Exteriér emporového kostela je tvořen vertikální hranolovou věží se sdruženými okny, která je přímo propojená přes panskou tribunu pomocí můstku s přilehlým panským sídlem. Kostel má obdélníkový půdorys, na severní straně jsou dvě gotická okna, nad hlavním vstupem je románské okno. Z jižní strany je naproti vstupu druhé románské okno a další gotické okno uprostřed lodi. Nad oltářem na východní straně je původní románské okno, které bylo však později doplněno gotickými prvky. Gotická okna kostela se skládaly z trojlaločné kružnice, pod kterou se nachází členění pomocí sloupku, jednotlivá pole jsou ukončena trojlaločním obrazcem nazývaným jeptišky, podle asociace, kdy obrys prý připomínal figuru jeptišky. Západní část je neomítnuta a umožňuje pohled na původní kvádříkové zdivo. Na severní straně jsou náběhy upevňující statickou rovnováhu kostela, mezi nimi se také nachází tři náhrobní desky bývalých majitelů kostela, šlechtických rodů Dubečských a Zápských a alianční znak Zikmunda Zápského ze Záp a Markéty Kravářové ze Šlevic z roku 1599. Jedna náhrobní deska se také nachází na straně jižní. Na vnější východní zdi se pak nachází alianční znak Mikuláše Bílského z Karišova a Elišky Zápské ze Záp pocházející z roku 1527. Původní románská apsida byla zbořena.

### Interiér
Jedním z nejvýraznějších prvků interiéru jsou nepochybně nástěnné malby. První byly přidány za vlastnictví Pánů z Říčan ve 14. století. Nad oltářem se nachází Zvěstování Panně Marii, na severní zdi Madona na trůnu a smrt Panny Marie a Milosrdenství Boží – Misericordias Domini, která vyobrazuje nástroje mučení Krista. Vchod je rámován malbami sv. Kryštofa přenášejícího Ježíška a sv. Jakuba. Pod emporou se nachází torzo Celebrované mše svaté, na jižní straně pak Ukřižovaný Kristus a Probodnutí knížete Zdislava. Na tzv. vítězném oblouku je vyobrazen Kristus v mandorle obklopený apoštoly a v dolní části pak sv. Václav a sv. Jiří.
Oltář je orientovaný na východ, nad ním se nachází románské okno, původně jediný zdroj světla v celém kostele, a okolo něj jsou nástěnné malby vyobrazující Zvěstování Panně Marii. Hlavním prvkem dekorace oltáře je čtyřkřídlá oltářní archa s výjevy ze života Panny Marie a Ježíše z dílny mistra Vejprnického.
Uvnitř kostela jsou křížové klenby ze 14. století, klenby jsou oddělené lomenými oblouky, svorníky ve vršcích kleneb jsou zdobeny květy.
Panská tribuna se nachází na západní straně kostela, byla vystavěna již při založení kostela, během třicetileté války však došlo k jejímu zhroucení. Znovu byla obnovena až při přestavbách koncem 19. století, kdy se o renovaci kostela zasloužil Arnošt Emanuel hrabě Silva-Tarouca. V této době byla také přistavena sakristie.

## Zajímavosti
Text pod obrazem Misericordias Domini je psán gotickou minuskulí, avšak pochází ze světící listiny, která byla nalezena po zbourání apsidy s původním románským oltářem při přestavbách.
Úryvek z textu:
Anno Domini MCLXXXVII haec aula dei confecta … a venerabli epo Henrico pragen ecclesie … iste relique continentur in … vginis Marie, sa pet' apli, s. Georgii m. s. Apollinaris m … ata autem maiori horum sanctorum cont. relique … s. Bartholomei apli. s. Joannis apli … Wenczeslay m. s. Adalberti m. s. Stanislai … Innocentii mp s. Gereonis et sociorum …Gregorii mp. a Marie vginis Magd … Hedvigis s. Walburgis …

## Fotogalerie

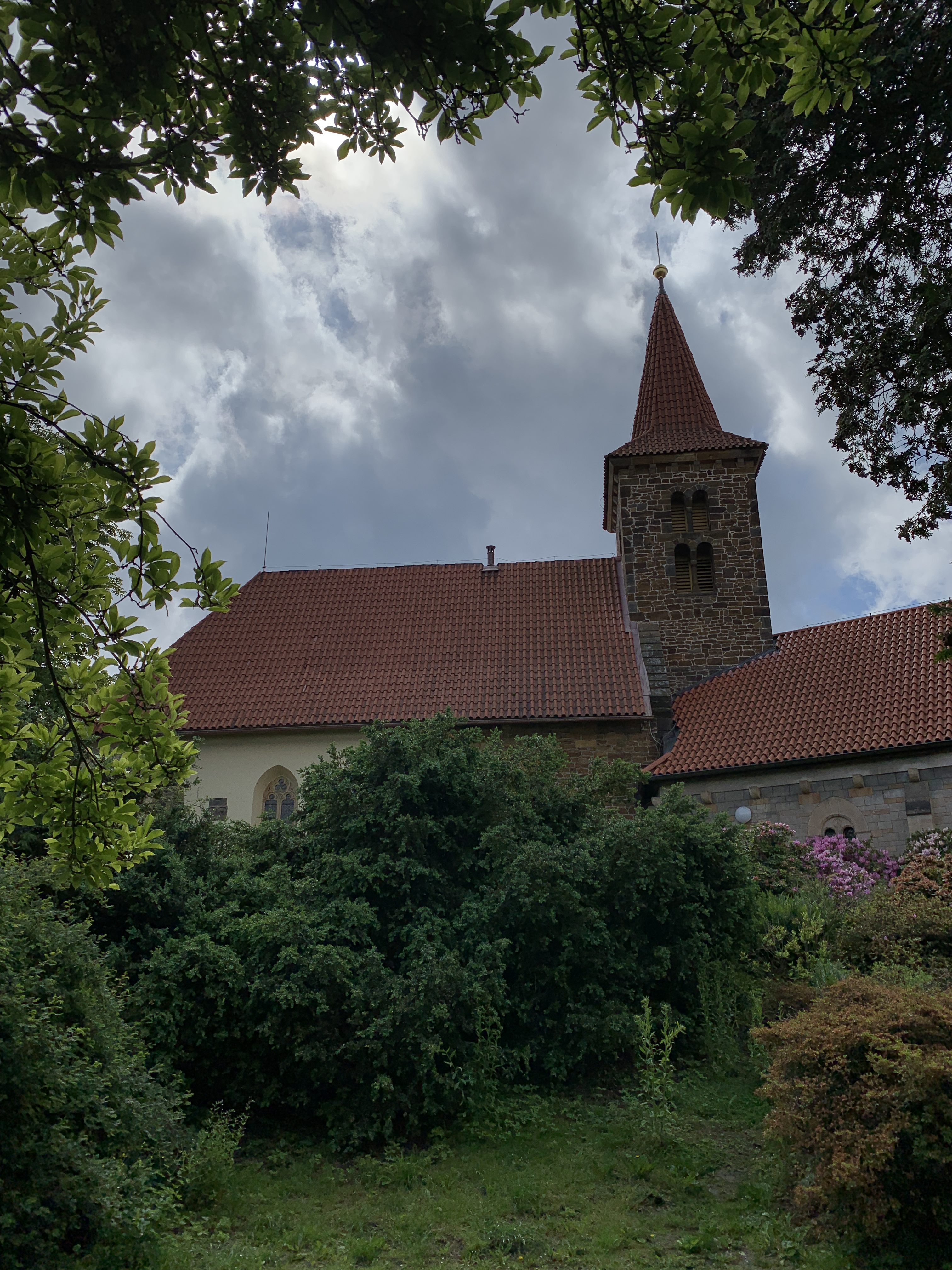
Severní pohled na kostel Narození Panny Marie v Průhonicích
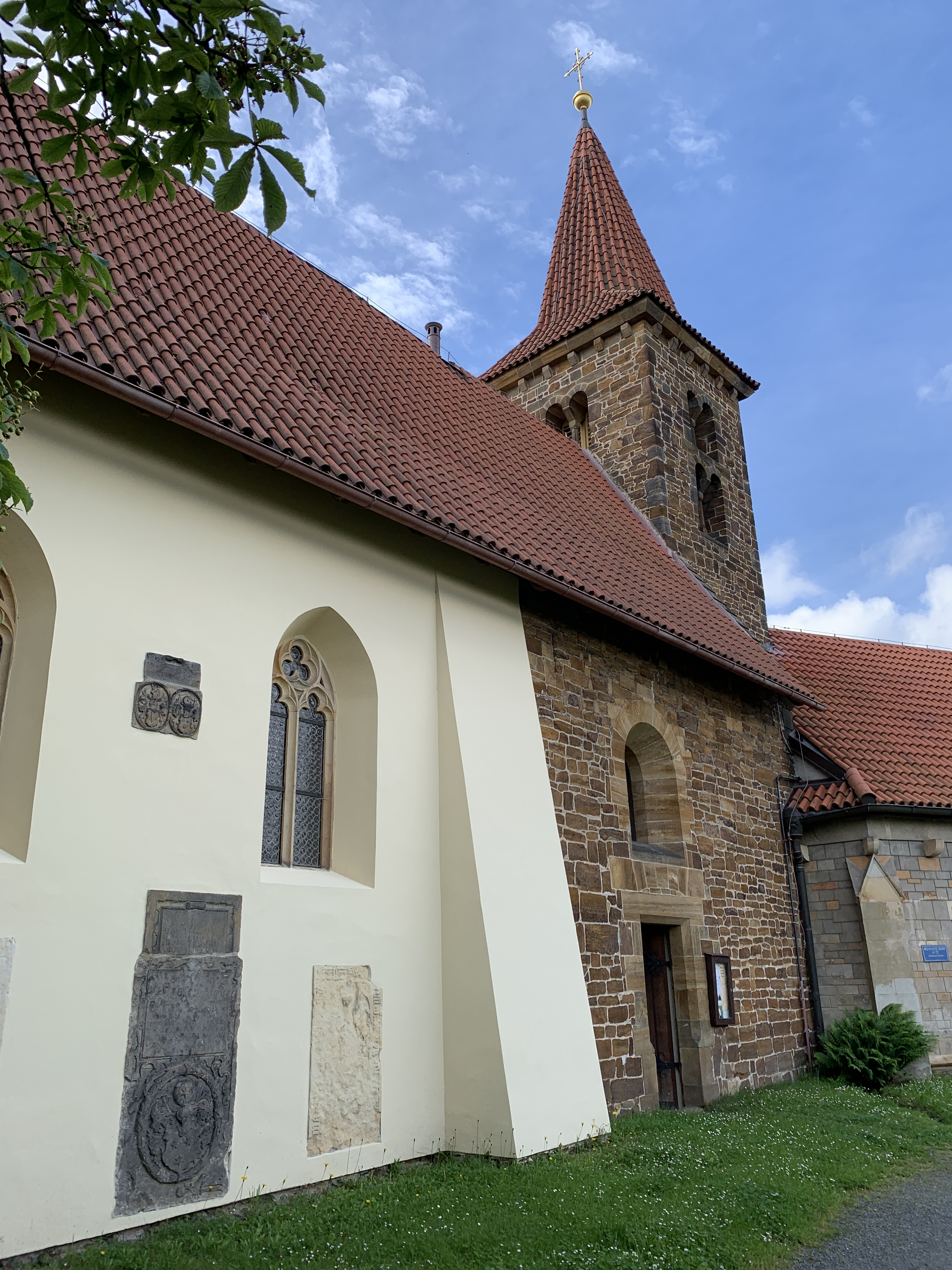
pohled na severní stranu kostela Narození Panny Marie
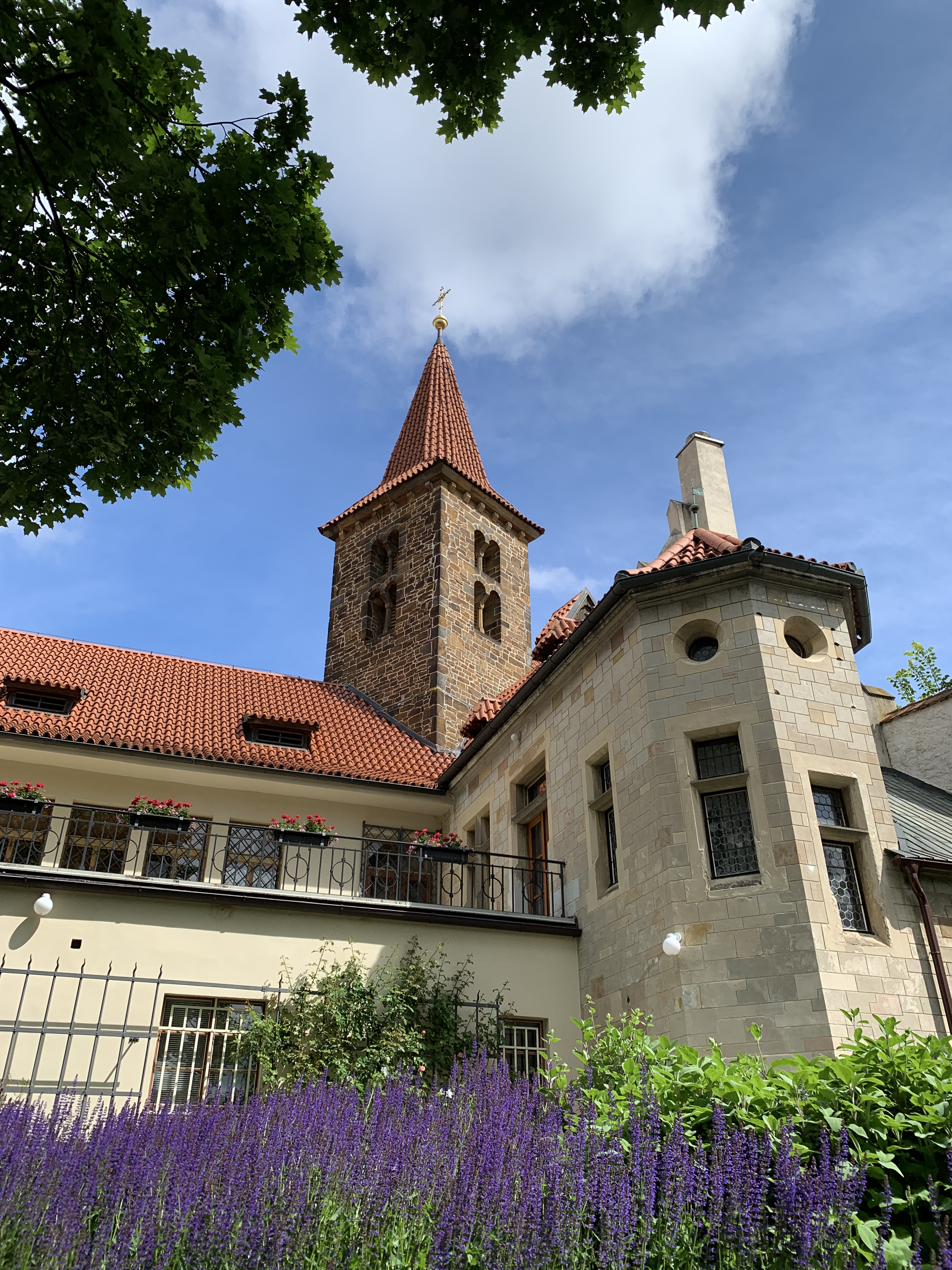
pohled jihozápadní na věž kostela
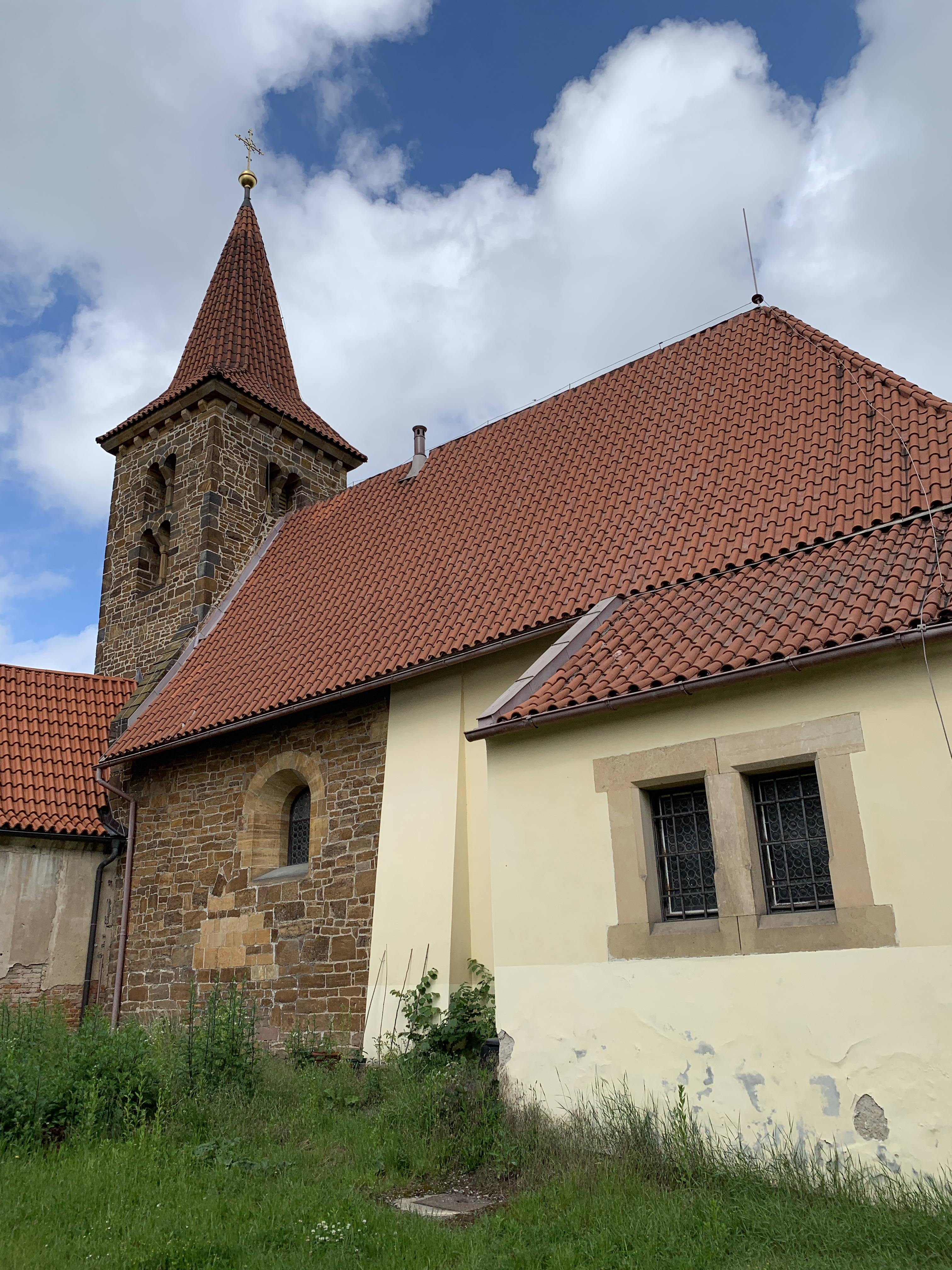
Pohled jihovýchod kostel Narození Panny Marie (Průhonice)
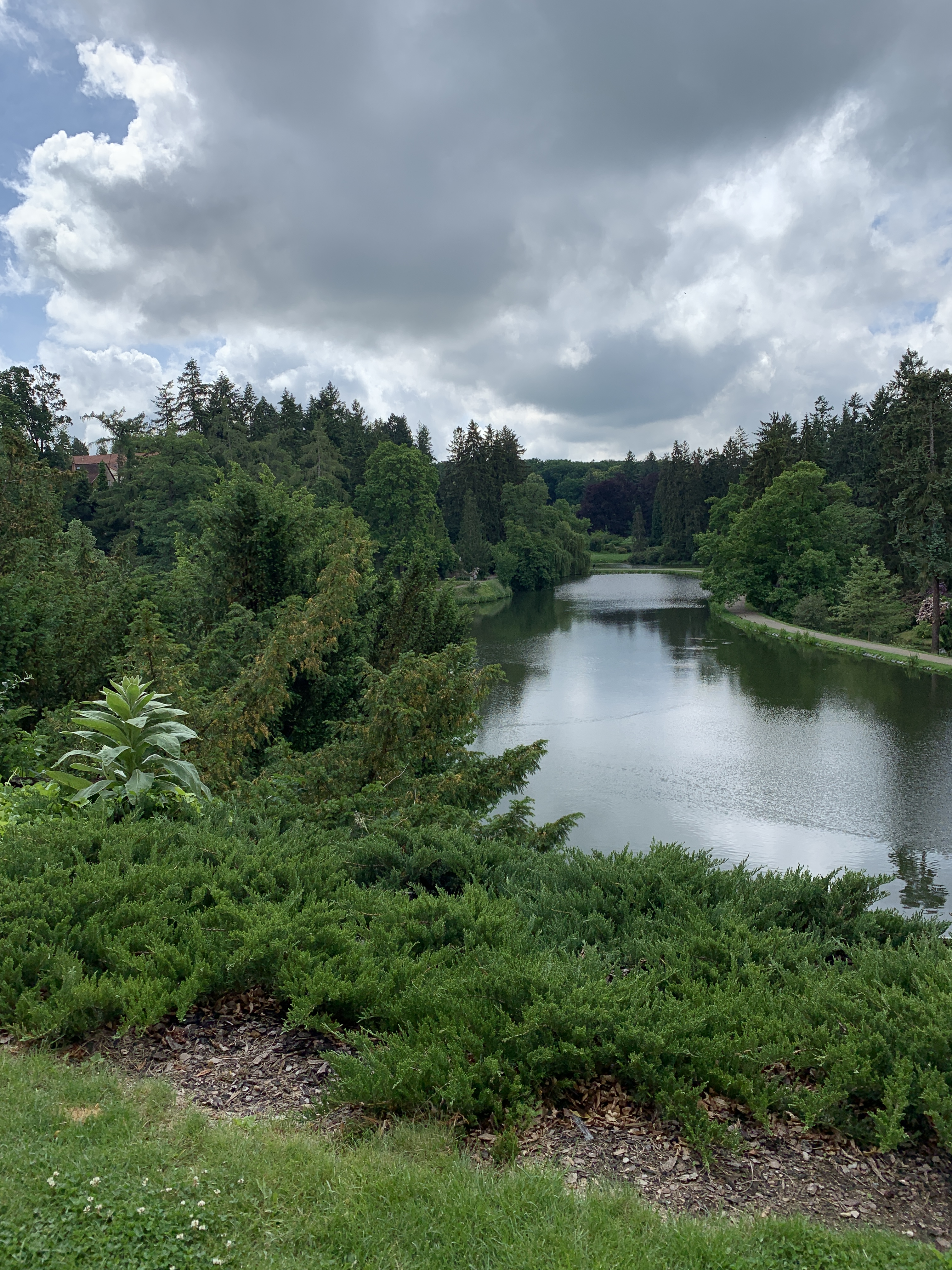
Pohled od kostela na Podzámecký rybník
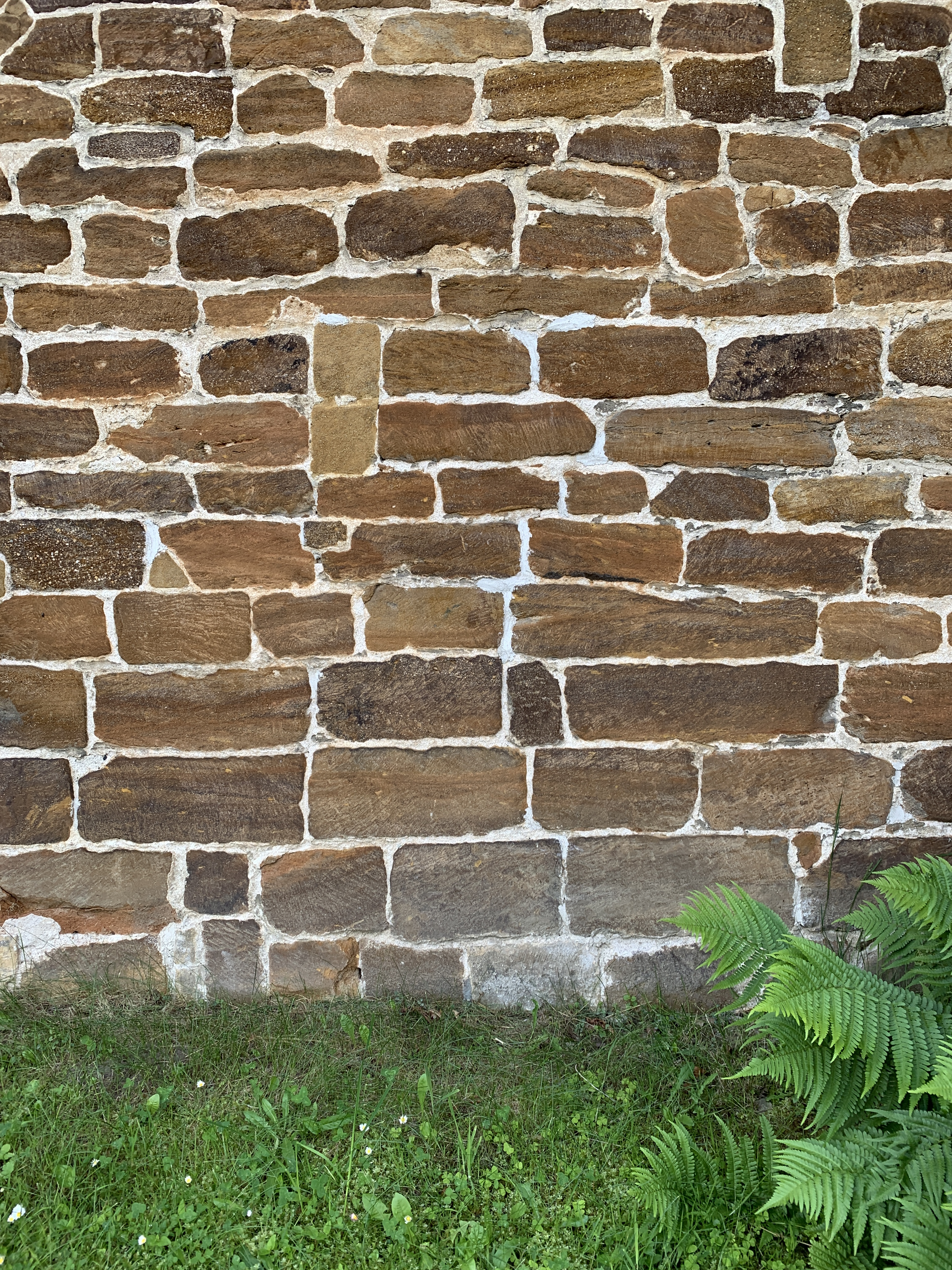
kvádříkové zdivo detail na kostele Narození Panny Marie v Průhonicích
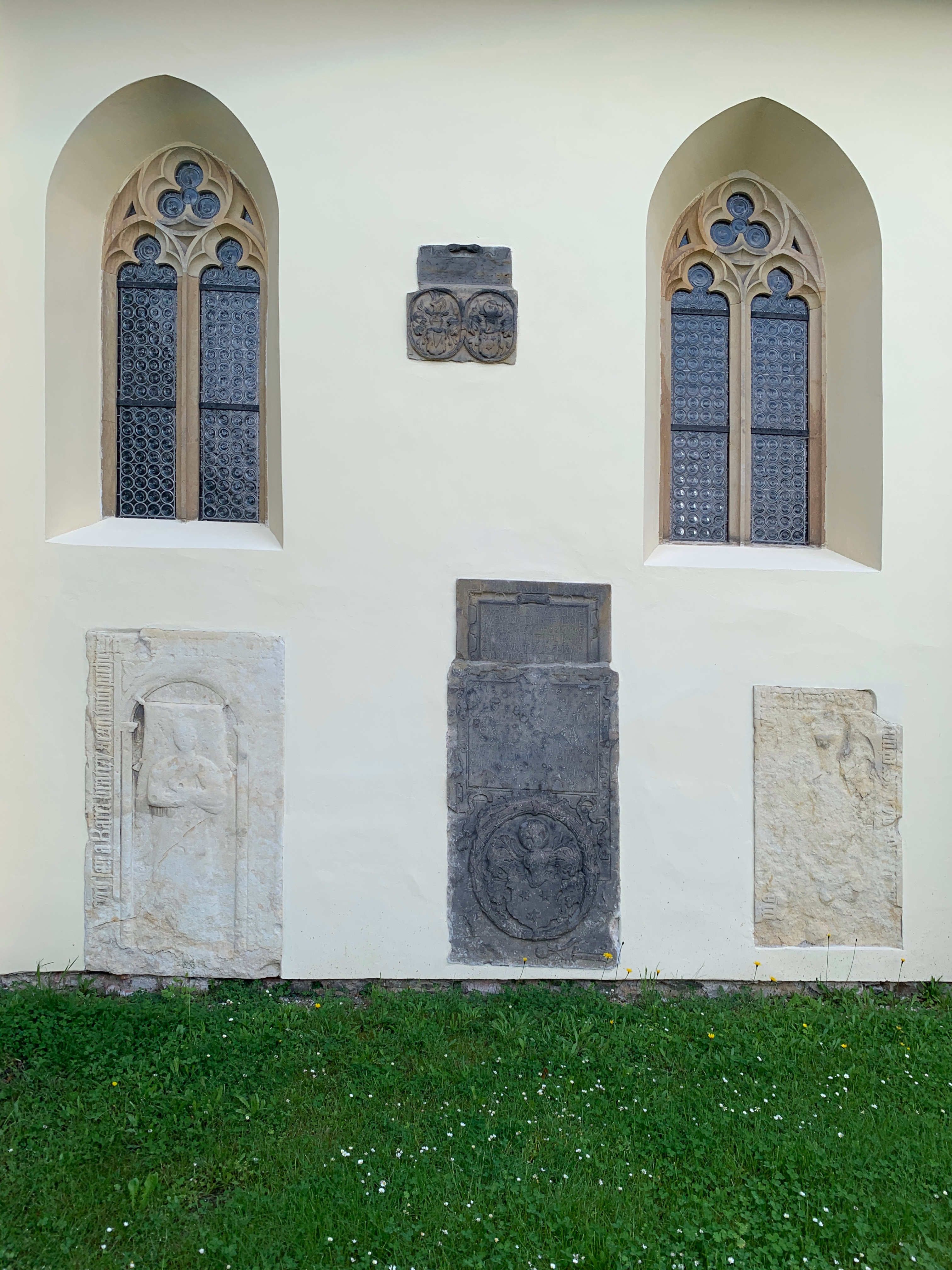
Severní stěna s gotickými okny a náhrobními deskami  z rodu z Dubče a ze Záp, alianční znak  Zikmunda Zápského ze Záp a Markéty Kravářové ze Šlevic z roku 1599
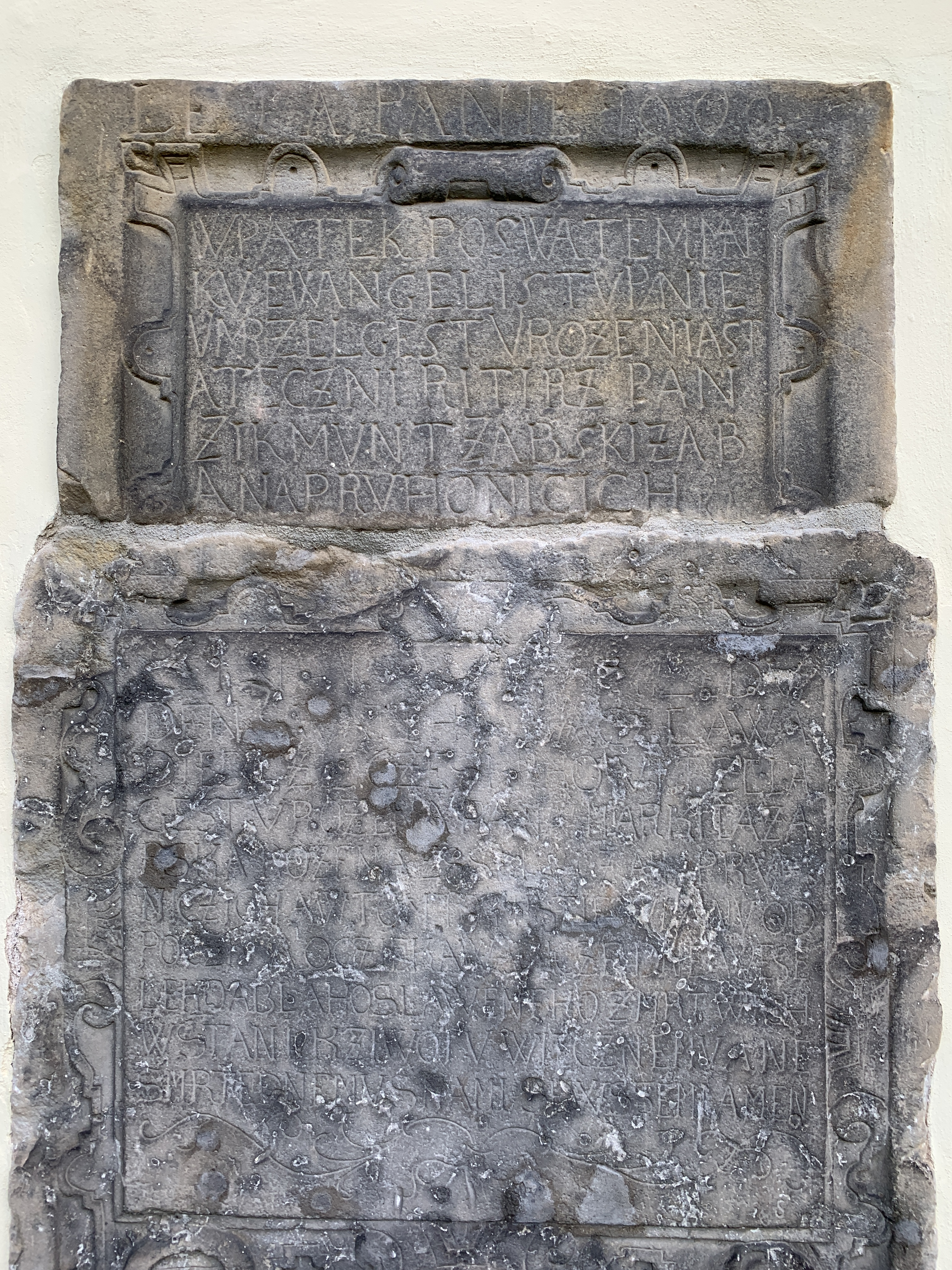
Náhrobní deska Zikmunda Zápského ze Záp
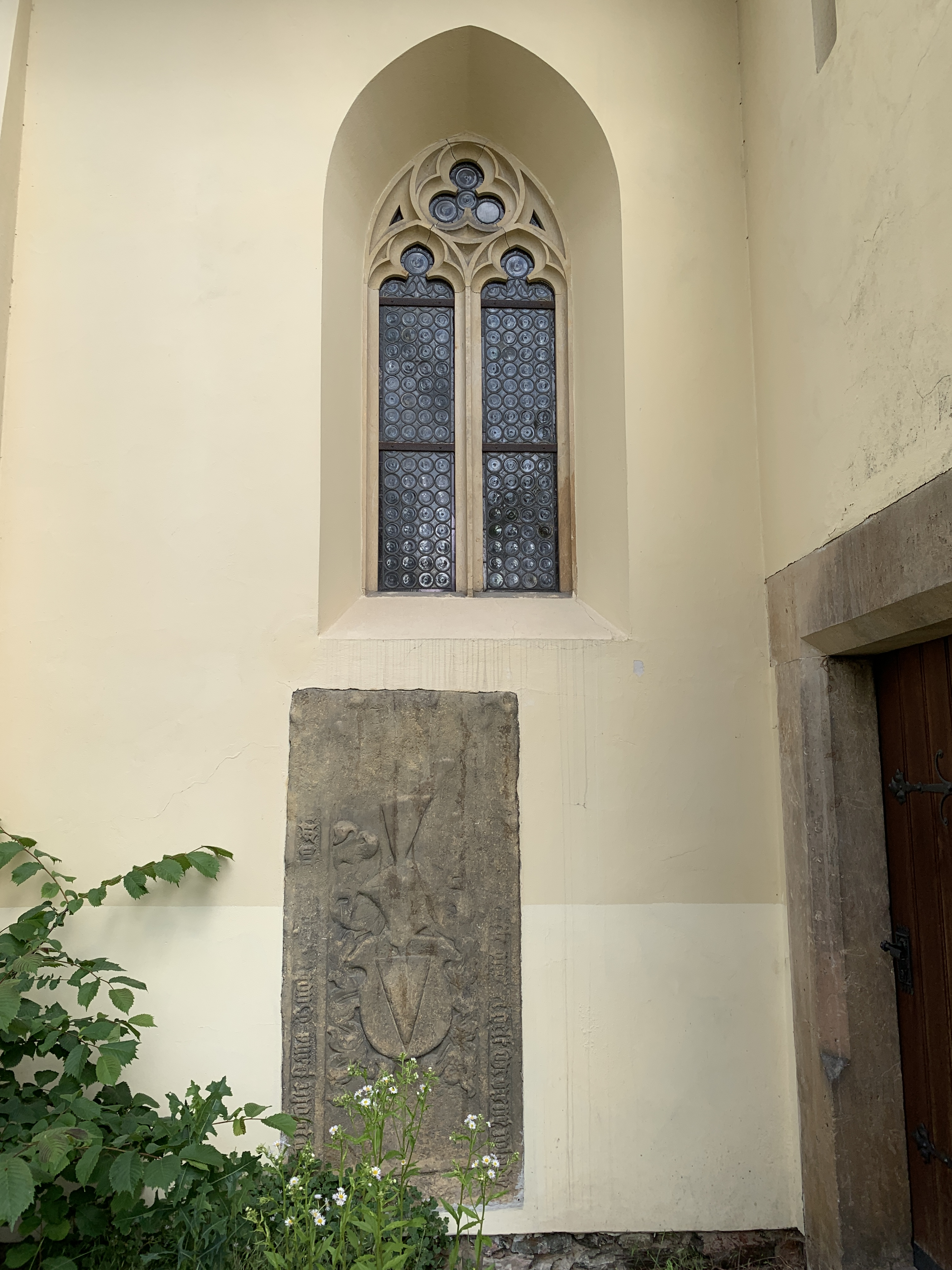
jižní stěna s gotickým oknem a náhrobní deskou
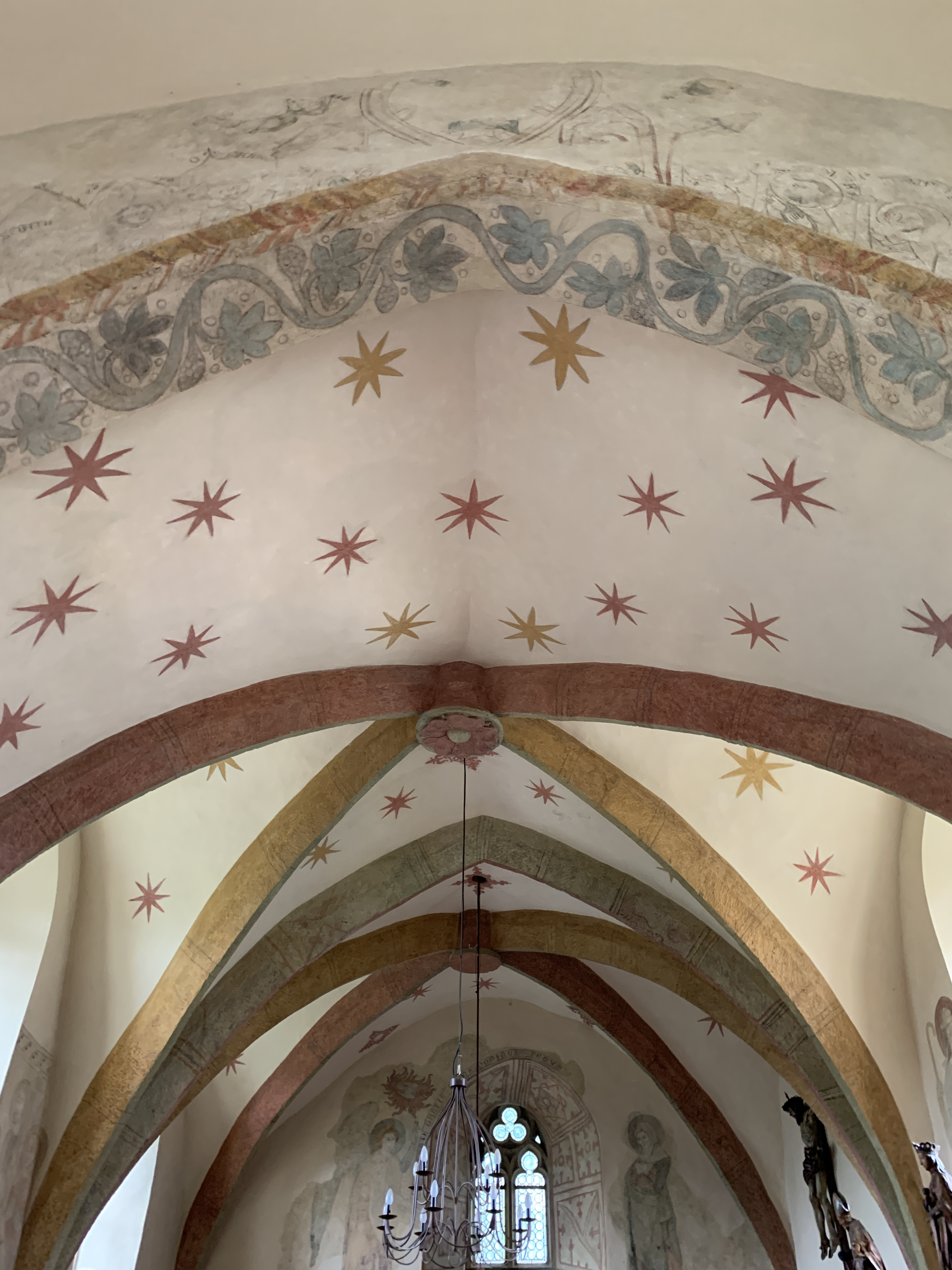
pohled na klenbu kostela Narození Panny Marie v Průhonicích
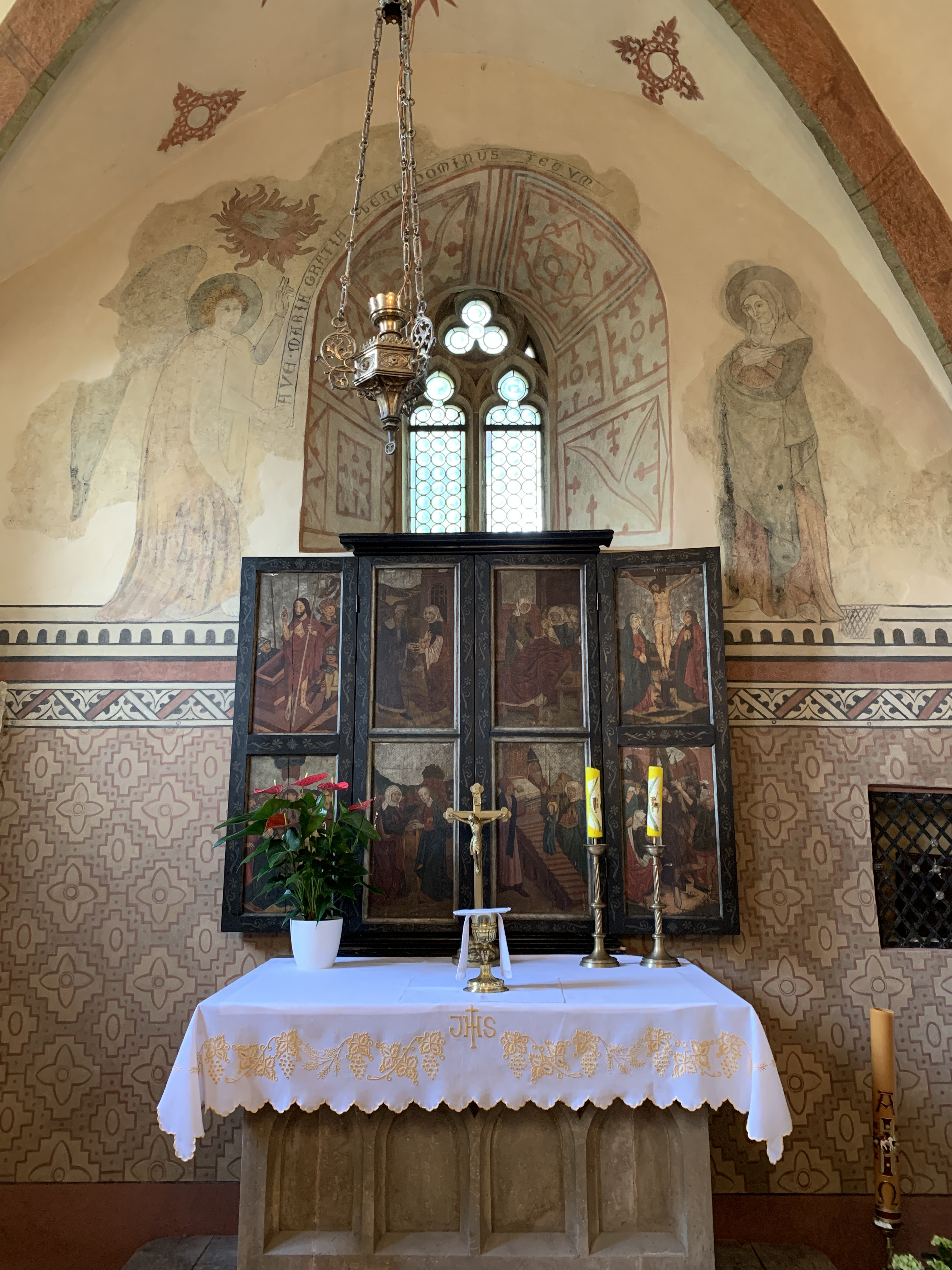
pohled na východní stěnu, čtyřkřídlý oltář od mistra Vejprnického, nástěnná malba Zvěstování Panně Marii
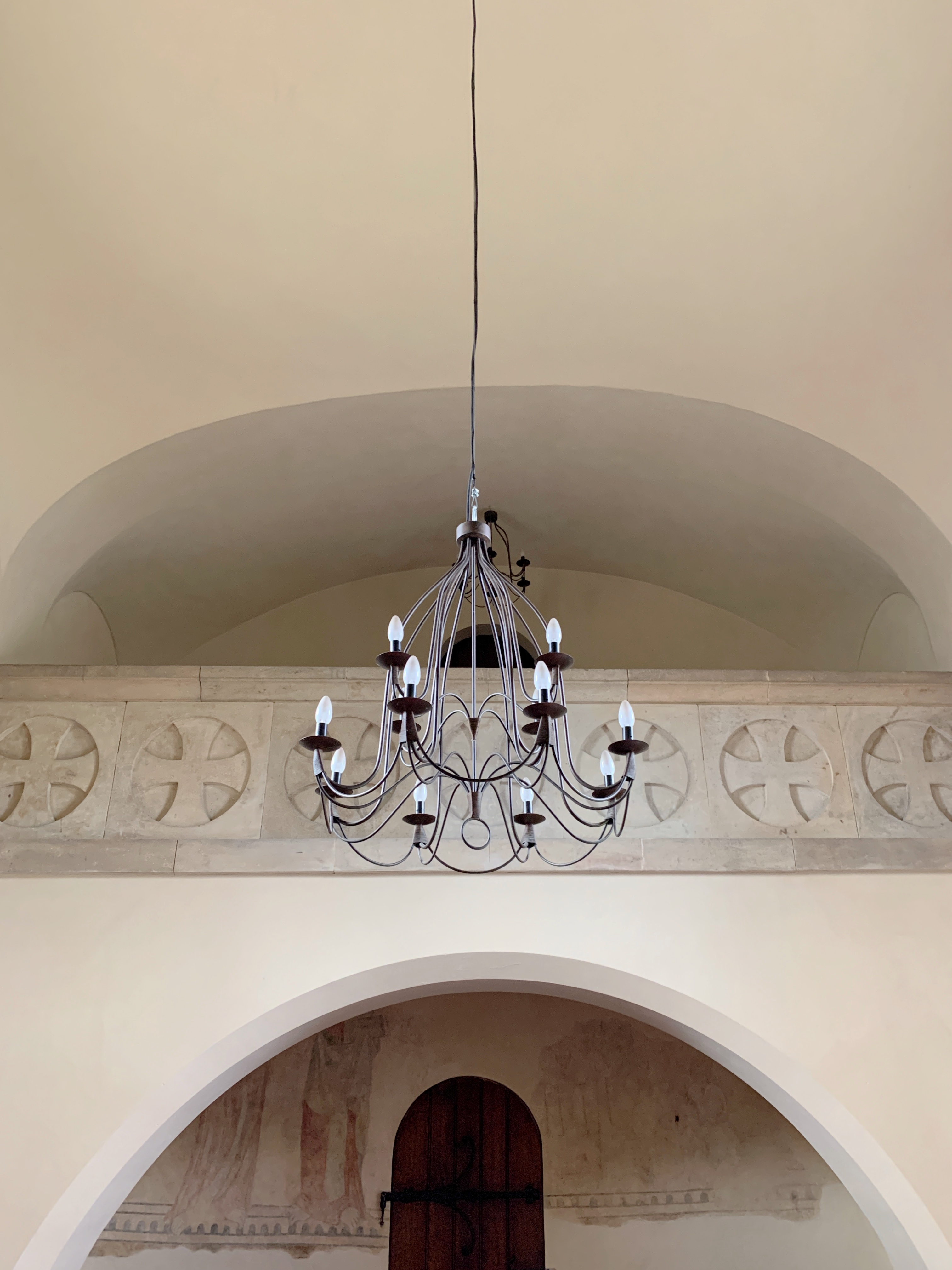
empora – panská tribuna v západní části kostela
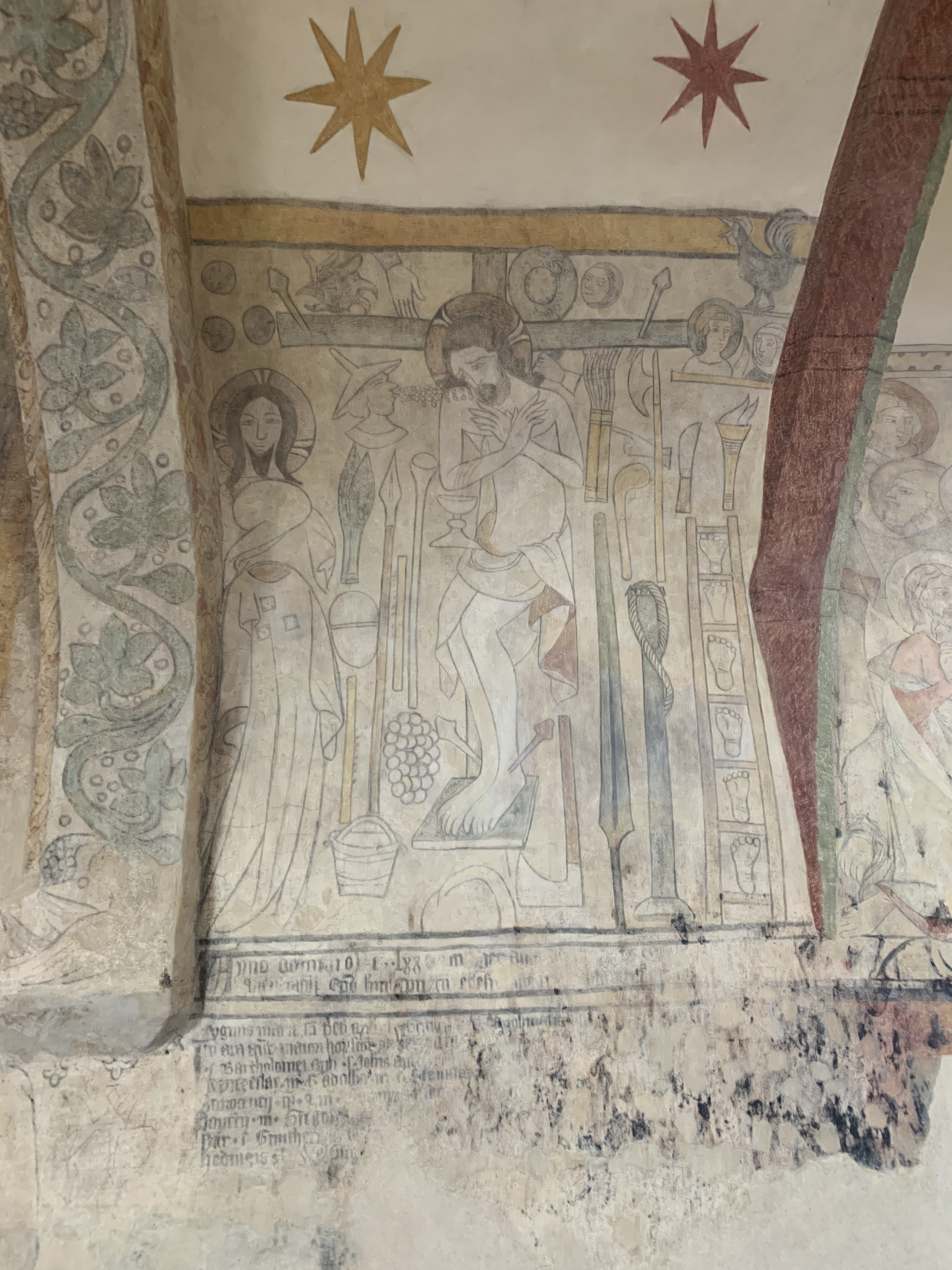
nástěnná malba na severní stěně kostela – Misercordias Domini
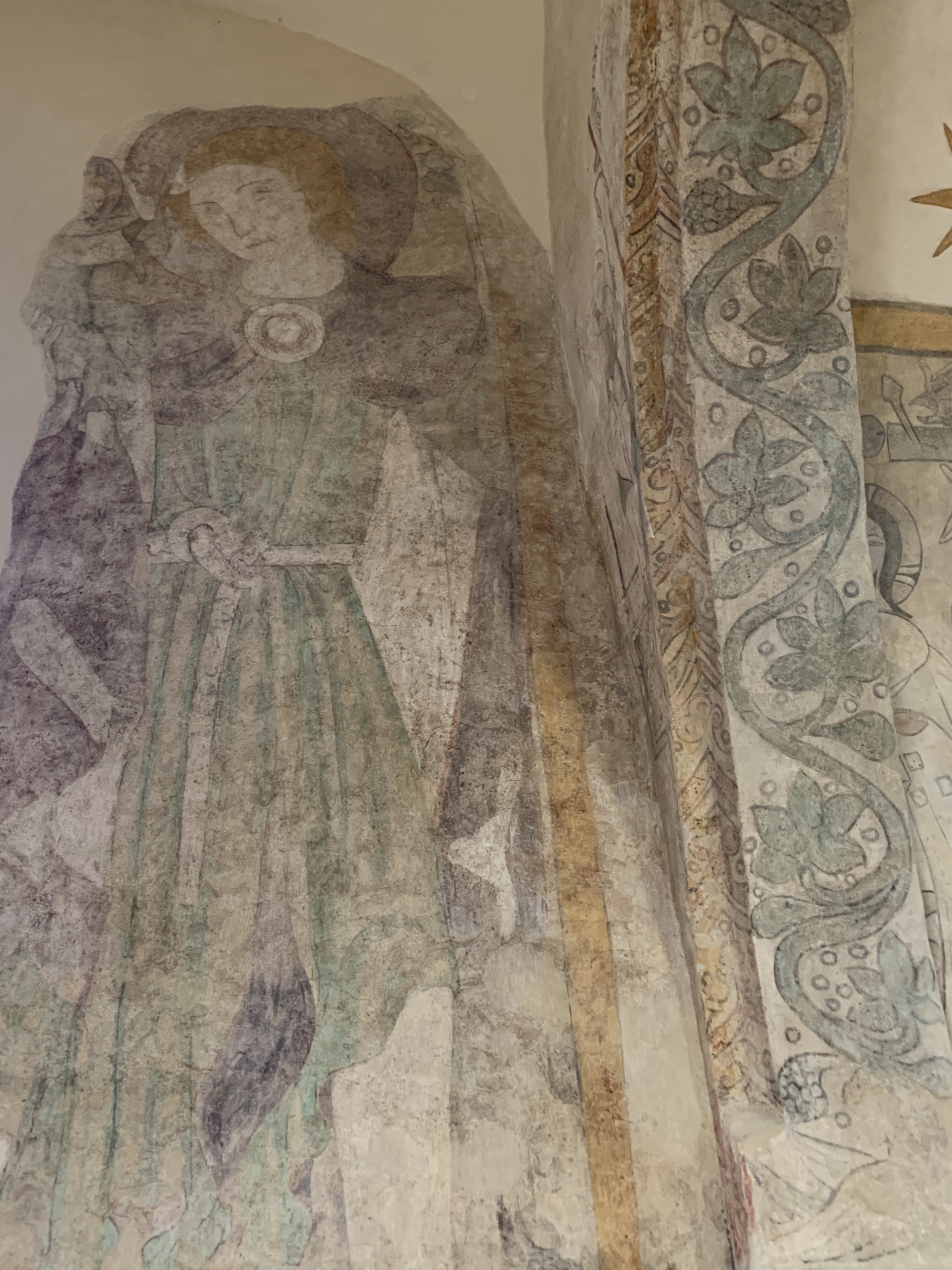
nástěnná malba na severní straně sv. Kryštof
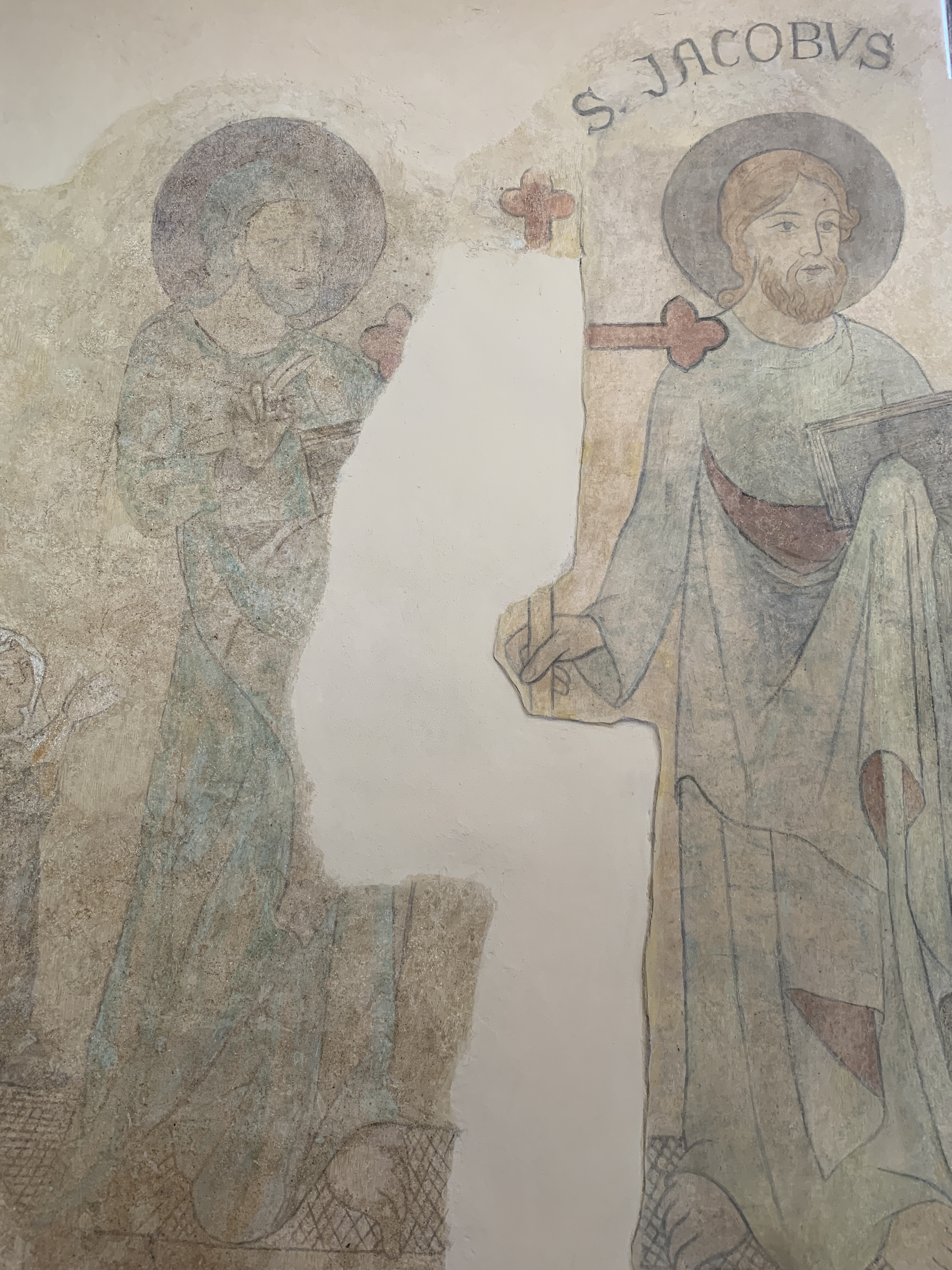
nástěnná malba vedle vchodu na severní straně zobrazující sv. Jakuba